# Camerata Mediolanense
Camerata Mediolanense (с итал. — «оркестр камерных исполнителей из Медиоланума») — итальянская группа из Милана, играющая в стиле дарк-фолк и неоклассический дарквейв. Название группы происходит от средневекового названия Милана — «Медиоланум».

## О группе
Группа впервые появилась в 1992 году, окончательный состав сформировался к 1994 году из нескольких друзей, вовлечённых в музыкальный андеграунд города. Своим творчеством группа пытается отразить средневековое прошлое и его влияние на современную действительность.

## Участники
- Daniela Bedeski — вокал
- Trevor (o 3vor) — вокал, перкуссия, клавиши
- Elena Previdi — клавиши, аккордеон
- Manuel Aroldi — перкуссия
- Marco Colombo — перкуссия
- Giacomo Colombo — перкуссия

### Бывшие участники
- Luminitça — вокал
- Lupo Rosso — вокал
- Giacomo Colombo — перкуссия
- Eugenio Pier Pezzoni — перкуссия, рожок
- Emanuela Zini — percussioni
- Davide Paracolli — труба
- Daniele Bianchi — рожок

## Студийные альбомы
- 1994 — Musica Reservata (CD)
- 1996 — Campo di Marte (CD)
- 1997 — Inferno I (7") Ограниченное издание в 500 экземпляров, 1-я часть трилогии, вдохновлённой «Божественной комедией» Данте
- 1999 — Madrigali (CD)
- 1999 — Inferno II (7") 2-я часть трилогии
- 2001 — L’Alfiere (CD) вместе с Pavor Nocturnus
- 2001 — Lago di Varese (7") in collaborazione con Les Joyaux de la Princesse
- 2006 — ΠANKPATION (CD)
- 2007 — Inferno III (7") последняя часть трилогии
- 2010 — MDXXX (CD) Live, CFRC
- 2011 — 99 Altri Perfecti (CD)
- 2013 — Vergine Bella (CD)
- 2013 — Vertute, Honor, Bellezza (CD)
- 2017 — Le Vergini Folli (CD)
- 2024 — Atalanta Fugiens (CD)

### Смежные проекты участников
- Camerata Sforzesca
- Dame Mediolanensi